# Wyżarzanie
Wyżarzanie – jedna  z operacji obróbki cieplnej metali polegająca na nagrzaniu materiału do określonej temperatury, wytrzymaniu przy tej temperaturze oraz następnym powolnym studzeniu. Celem obróbki jest przybliżenie stanu materiału do warunków równowagi. Przeprowadzane jest w wyższej temperaturze niż starzenie.

## Ogólne informacje
Wyżarzanie można podzielić na kilka typów operacji:
- wyżarzania, podczas których zachodzą przemiany alotropowe, ale nie decydują o istocie procesu
- wyżarzania, podczas których zachodzą przemiany alotropowe i mają one decydujący wpływ na proces
- wyżarzanie bez zachodzenia przemian alotropowych[3].

## Wyżarzanie stopów żelaza

### Wyżarzanie z przemianą alotropową

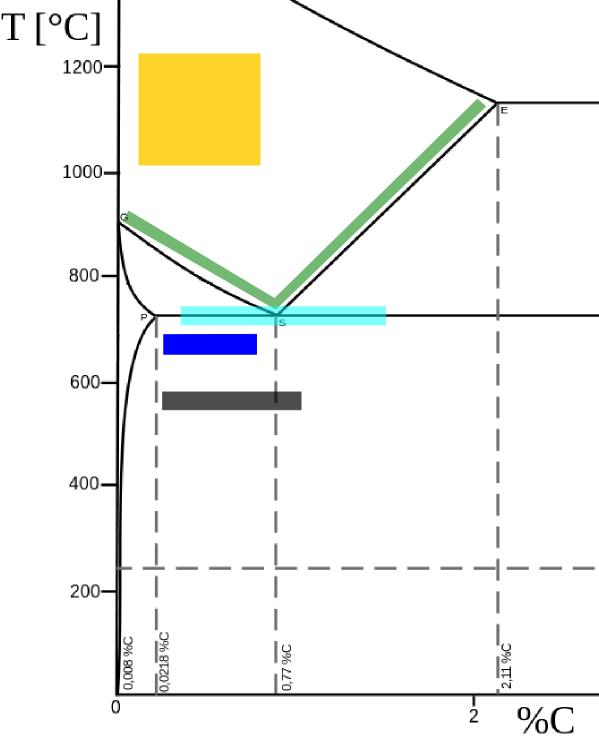
Rys. 1. Fragment układu żelazo-cementyt, ukazującego zakresy stosowania różnych rodzajów wyżarzań.
__ Zakres temperatur wyżarzania ujednorodniającego
__ Zakres temperatur wyżarzania normalizującego, zupełnego i niezupełnego
__ Zakres temperatur wyżarzania sferoidyzującego
__ Zakres temperatur wyżarzania rekrystalizującego
__ Zakres temperatur wyżarzania odprężającego

- Wyżarzanie ujednorodniające (homogenizacja) – obróbka cieplna polegająca na nagrzaniu materiału do temperatury z zakresu 0,90-0,95 Ttopn. (w skali Kelwina) lecz poniżej temperatury solidus[4], wygrzaniu i chłodzeniu po upływie pewnego czasu. Celem wyżarzania jest zmniejszenie niejednorodności składu chemicznego. Stosowana głównie dla wlewków i elementów, w których nastąpiła niepożądana segregacja domieszki (tzw. mikrosegregacja)[1].

- Wyżarzanie zupełne – obróbka cieplna polegająca na nagrzaniu materiału do temperatury 30–50 °C,  powyżej temperatury Ac3, Acm (linia GSE w układzie Fe-C), wygrzaniu i wolnym studzeniu po upływie pewnego czasu. Celem wyżarzania jest uzyskanie struktury zbliżonej do równowagowej, usunięcie naprężeń wewnętrznych, polepszenie obrabialności, zmniejszenie twardości materiału z jednoczesnym poprawieniem ciągliwości, jeżeli w materiale występowały wydzielenia o niepoprawnych postaciach[1].

- Wyżarzanie niezupełne - obróbka cieplna polegająca na nagrzaniu stali podeutektoidalnej do temperatury Ac1÷Ac3 lub dla stali nadeutektoidalnej do A1÷Acm, wygrzaniu i wolnym studzeniu po upływie pewnego czasu. Celem wyżarzania jest uzyskanie struktury zbliżonej do równowagowej, usunięcie naprężeń wewnętrznych, polepszenie obrabialności, zmniejszenie twardości materiału z jednoczesnym poprawieniem ciągliwości, jeżeli w materiale wyjściowym występowały wydzielenia ferrytu (stal podeutektoidalna) lub cementytu wtórnego (stal nadeutektoidalna) o poprawnej postaci[1].

- Wyżarzanie normalizujące (normalizowanie) – obróbka cieplna polegająca na nagrzaniu materiału do temperatury 30–50 °C, powyżej temperatury Ac3, wygrzaniu i studzeniu na powietrzu. Celem wyżarzania jest uzyskanie jednorodnej struktury drobnoziarnistej (poprawienie własności wytrzymałościowych). Stosuje się je głównie dla stali podeutektoidalnych[1].

- Wyżarzanie z przemianą izotermiczną - obróbka cieplna polegająca na nagrzaniu materiału do temperatury 30–50 °C,  powyżej temperatury Ac1, wygrzaniu i szybkim ochłodzeniu w zakres temperatur Ar1f, a 550 °C. Następnie wykonuje się wytrzymanie izotermiczne, aż do zakończenia przemiany perlitycznej i następnie studzi się materiał na powietrzu. Celem wyżarzania jest zmniejszenie twardości. Stosuje się je głównie dla stali stopowych. Jedno z dwóch wyżarzań zmiękczających[1].

- Wyżarzanie sferoidyzujące (zmiękczanie) – obróbka cieplna polegająca na nagrzaniu materiału do temperatury zbliżonej do Ac1, wygrzaniu i bardzo wolnym studzeniu do temperatury 600 °C. Dalsze studzenie może być dowolne. Celem wyżarzania jest zmniejszenie twardości w wyniku zmiany kształtu wydzieleń cementytu na sferoidalny (sferoidyzacja). Jedno z dwóch wyżarzań zmiękczających[1].

- Wyżarzanie perlityzujące (perlityzowanie)- polega na ostudzeniu stali do temperatury niższej od Ar1 tak, aby nastąpiła przemiana perlityczna, po czym nagrzewa się ją ponownie do temperatury austenityzowania celem zahartowania. W wyniku perlityzowania uzyskuje się rozdrobnienie ziarna austenitu, gdyż zawsze następuje to przy nagrzewaniu powyżej Ac1. Zwiększa to dyspersję martenzytu i poprawia własności[potrzebny przypis].

- Wyżarzanie grafityzujące (grafityzacja) – stosuje się w stosunku do żeliwa białego w celu uzyskania żeliwa ciągliwego. W czasie tego typu wyżarzania cementyt rozkłada się na ferryt i grafit[potrzebny przypis].

### Wyżarzanie bez przemiany alotropowej
- Wyżarzanie odprężające – obróbka cieplna polegająca na nagrzaniu materiału do temperatury niższej od Ac1, wygrzaniu i wolnym studzeniu. Celem wyżarzania jest usunięcie naprężeń odlewniczych, spawalniczych, cieplnych oraz spowodowanych przeróbką plastyczną na zimno. Nie dokonuje się zmiana struktury stali[1].

- Wyżarzanie rekrystalizujące (rekrystalizacja) – obróbka cieplna polegająca na nagrzaniu materiału do temperatury wyższej od temperatury rekrystalizacji, wygrzaniu i studzeniu z dowolną szybkością. Celem wyżarzania jest spowodowanie zajścia rekrystalizacji w stalach odkształconych plastycznie na zimno[1].

- Wyżarzanie stabilizujące (stabilizowanie) – przeprowadzane w temperaturach pomiędzy 100÷150 °C i trwa od kilku do kilkudziesięciu minut, w stosunku do wyrobów odlewniczych w celu usunięcia naprężeń odlewniczych i zapewnienia niezmienności wymiarów[5].

- Wyżarzanie stabilizujące naturalne (stabilizacja naturalna, sezonowanie) - odmiana wyżarzania stabilizującego przeprowadzana w temperaturze otoczenia, w spokojnym powietrzu. Wykorzystywanie do usunięcia naprężeń z wyrobów wielkogabarytowych, których nie można wyżarzać w inny sposób. Trwa zwykle od kilku do kilkunastu miesięcy[5].